# 4928 Vermeer
4928 Vermeer је астероид главног астероидног појаса чија средња удаљеност од Сунца износи 2,146 астрономских јединица (АЈ).
Апсолутна магнитуда астероида је 14,3.